# 공간 디자인
공간 디자인(space design)은 건축 , 조경, 조경 디자인 , 인테리어 디자인 , 도시 디자인 , 서비스 디자인 등 전통적인 디자인 전문 분야와 특정 공공 예술 분야의 경계를 넘나드는 비교적 새로운 개념의 디자인 분야이다.
이러한 개념은 현재 영국, 덴마크, 스위스, 및 이탈리아 내의 여러 기관에서 연구 되지만, 현재의 연구 과정은 모두 범위가 다르다.